# The Lonesome West
The Lonesome West es una obra de teatro del dramaturgo anglo-irlandés Martin McDonagh, estrenada en 1997.

## Argumento
Ambientada en Leenaun en un poblado del Condado de Galway, al oeste de Irlanda, refleja la coexistencia de dos hermanos, Coleman y Valene Connor, que acaban de enterrar a su padre, muerto en accidente. Los viejos rencores entre ambos florecen una y otra vez a lo largo de la obra. Pese al intento de reconciliación que propugna el Padre Wells, el odio no se supera. El Padre Wells termina suicidándose en el lago y los dos hermanos continuarán detestándose en el futuro.

## Representaciones destacadas
- Druid Theatre Company, Galway, Irlanda, 1997. Estreno mundial. El mismo elenco representó la obra en el Lyceum Theatre de Broadway en 1999.
  - Dirección: Garry Hynes.
  - Intérpretes: Maelíosa Stafford (Coleman), Brían F. O'Byrne (Valene), David Ganly (West), Dawn Bradfield (Girleen').

- Belvoir St Theatre, Sídney, 2009.
  - Dirección: Peter Carstairs
  - Intérpretes: Ryan Johnson, Toby Schmitz, Travis Cotton, Sibylla Budd.

- Teatro Principal, Santiago de Compostela, 2011.[1]Versión en gallego, con el título de Oeste solitario.
  - Dirección: Quico Cadaval.
  - Intérpretes:  Víctor Mosqueira (Coleman), Evaristo Calvo (Valene), Marcos Correa (West), María Lado (Girleen).

- Teatro Ambra Jovinelli, Roma, 2012.Versión en italiano, con el título de Occidente solitario.
  - Dirección: Juan Diego Puerta López.
  - Intérpretes: Claudio Santamaria, Filippo Nigro, Massimo De Santis, Nicole Murgia.